# Eiríkur Hauksson

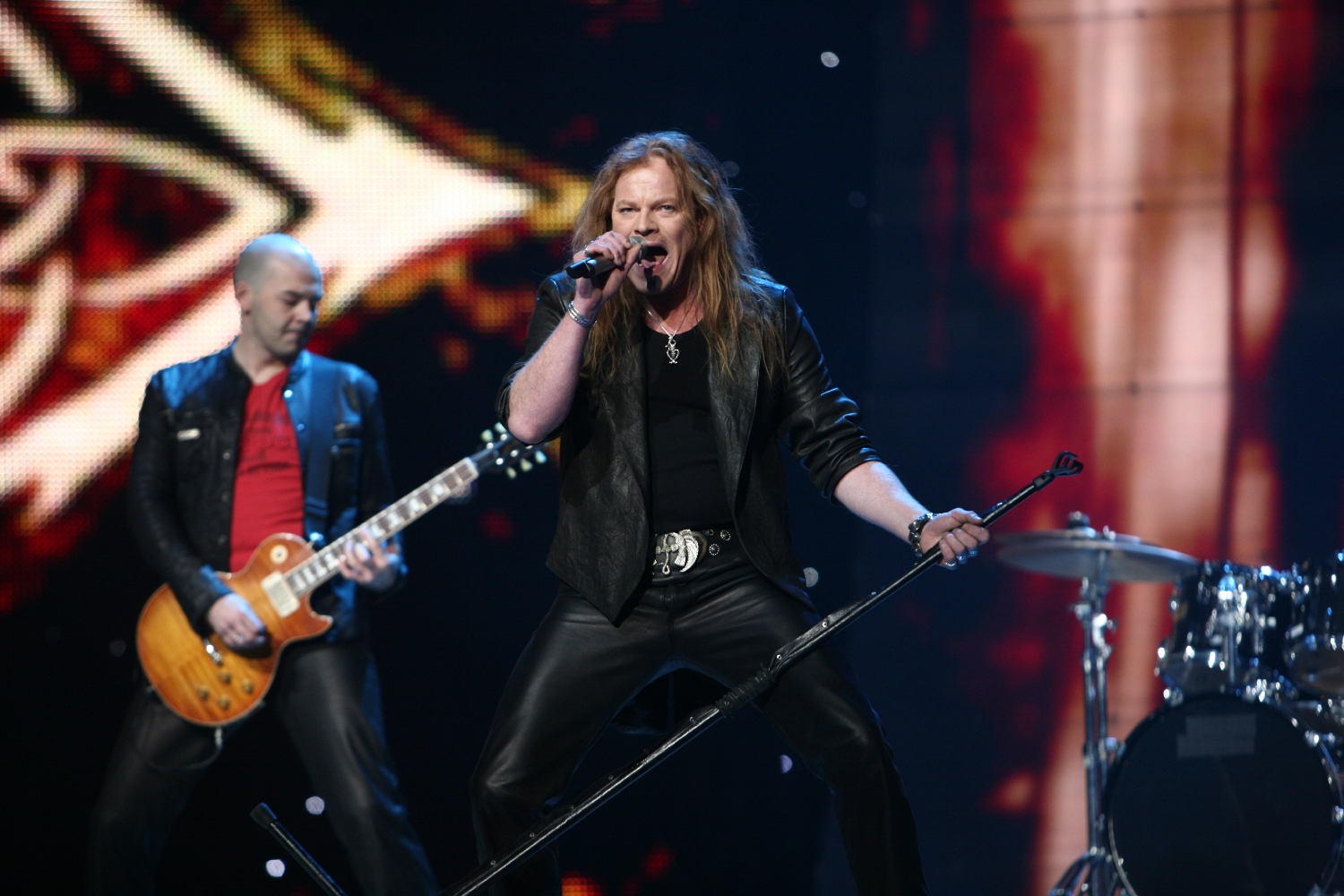
Eiríkur Hauksson beim Eurovision Song Contest 2007

Eiríkur Hauksson (* 4. Juli 1959 in Reykjavík) ist ein isländischer Sänger.

## Leben
Er vertrat Island beim Eurovision Song Contest 2007 in Helsinki mit dem Lied Valentine Lost (isl. Ég les í lófa þínum). Mit Platz 13 kam er aber nicht über das Halbfinale hinaus. Jedoch hat er beim Eurovision Song Contest eine viel weiter reichende Vergangenheit. Bei der ersten Teilnahme Islands 1986 vertrat er sein Land mit der Gruppe ICY mit dem Titel "Gleðibankinn" und wurde 16. von 20. 1991 war er für Norwegen mit der Gruppe Just 4 Fun und dem Titel Mrs. Thompson am Start und wurde 17. von 22. Seit 1986 ist er Sänger der norwegischen Power-Metal-Band Artch.
Bevor seine Musikerkarriere begann, arbeitete er als Lehrer.